# Championnats du monde de badminton 2010
Navigation
Hyderâbâd 2009 Londres 2011
Les 18e Championnats du monde de badminton se sont déroulés à Paris, en France, du 23 au 29 août 2010 à la salle omnisports Pierre-de-Coubertin.
Regroupant les meilleurs joueurs de badminton du monde entier, les Championnats du monde BWF (Fédération internationale de badminton) représentent la principale compétition de ce sport.
La Fédération française de badminton (FFBA) a été chargée d'organiser cette 18e édition.
Le diffuseur officiel en France de la compétition était Eurosport.

## Programme
| Date             | Tours               |
| ---------------- | ------------------- |
| Lundi 23 août    | 1ers tours          |
| Mardi 24 août    | 1ers tours          |
| Mercredi 25 août | 1ers tours          |
| Jeudi 26 août    | Huitièmes de finale |
| Vendredi 27 août | Quarts de finale    |
| Samedi 28 août   | Demi-finales        |
| Dimanche 29 août | Finales             |

## Résultats
| Épreuve       | Or                    | Argent                          | Bronze                          |
| ------------- | --------------------- | ------------------------------- | ------------------------------- |
| Simple hommes | Chen Jin              | Taufik Hidayat                  | Peter Gade                      |
| Simple hommes | Chen Jin              | Taufik Hidayat                  | Park Sung Hwan                  |
| Simple dames  | Wang Lin              | Wang Xin                        | Tine Baun                       |
| Simple dames  | Wang Lin              | Wang Xin                        | Wang Shixian                    |
| Double hommes | Cai Yun et Fu Haifeng | Koo Kien Keat et Tan Boon Heong | Guo Zhendong et Xu Chen         |
| Double hommes | Cai Yun et Fu Haifeng | Koo Kien Keat et Tan Boon Heong | Markis Kido et Hendra Setiawan  |
| Double dames  | Du Jing et Yu Yang    | Ma Jin et Wang Xiaoli           | Cheng Shu et Zhao Yunlei        |
| Double dames  | Du Jing et Yu Yang    | Ma Jin et Wang Xiaoli           | Cheng We-hsing et Chien Yu-chin |
| Double mixte  | Zheng Bo et Ma Jin    | He Hanbin et Yu Yang            | Ko Sung-hyun et Ha Jung-eun     |
| Double mixte  | Zheng Bo et Ma Jin    | He Hanbin et Yu Yang            | Lee Sheng-mu et Chien Yu-chin   |

## Tableau des médailles
| Rang | Nation         | Or | Argent | Bronze | Total |
| ---- | -------------- | -- | ------ | ------ | ----- |
| 1    | Chine          | 5  | 3      | 3      | 11    |
| 2    | Indonésie      | 0  | 1      | 1      | 2     |
| 3    | Malaisie       | 0  | 1      | 0      | 1     |
| 4    | Corée du Sud   | 0  | 0      | 2      | 2     |
| 4    | Taipei chinois | 0  | 0      | 2      | 2     |
| 4    | Danemark       | 0  | 0      | 2      | 2     |